# 洛代 (紐約州村)
洛代（英語：Lodi）是位於美國紐約州塞尼卡縣的村。

## 人口
根據2020年美國人口普查的數據，洛代的面積為1.43平方千米，皆為陸地。當地共有人口254人，而人口密度為每平方千米178人。